# Кремлевский, Пётр Магистрианович
Петр Магистрианович Кремлевский (24 июня 1870 года — 26 мая 1943 года) — русский православный богослов, священник.

## Биография
Родился в деревне Кремлево Кадниковского уезда Вологодской губернии в семье священника Магистриана Александровича Шайтанова и Анны Вассиановна Ждановой, дочери священника Глубоковской Ильинской церкви Кадниковского уезда. В семье Магистриана и Анны было 6 детей.
В 1891 году Пётр окончил Вологодскую духовную семинарию и поступил в Санкт-Петербургскую духовную академию. Степень кандидата богословия получил 13 июня 1895 года. 18 апреля 1896 года назначен помощником инспектора Вологодской духовной семинарии. Указом императора Николая II от 27 марта 1897 года Петру и его брату Александру было разрешено сменить фамилию на Кре́млевские.
14 августа 1898 года Пётр Кремлевский получил должность псаломщика в Богоявленско Никольском Морском собора с определением в армейский запас. 9 июня 1899 года вступил в брак с Анной Вениаминовной Камарашевой, дочерью священника. 29 ноября 1901 года принят в религиозно-философское собрание. 17 февраля 1902 года переведён рукоположен в священники и переведён настоятелем в церковь святого Мефодия Патарского на Суворовском проспекте при детском приюте святого Мефодия. Руководил благотворительной и просветительской организацией «Мефодиевское братство». С 1905 года вступил в кружок 32 пастырей. В 1922 году был арестован за «принадлежность к нелегально организованному братству», но вскоре освобождён. В начавшемся в том же году обновленчестве участия не принял.
В 1930 года переведён настоятелем в церковь Бориса и Глеба на Синопской набережной, затем в апреле 1931 года направлен в Коневскую часовню на Загородном проспекте.
В июле 1932 года вернулся на службу в Никольский Морской собор. В марте 1935 года отправлен в ссылку в Казахстан. После пересмотра дела в 1936 году получил право проживания в Рыбинске. Скончался в Вологде в 1943 году в возрасте 72 лет.

## Сочинения
- «Нужна ли церковь христианину?» : Психол. оправдание церкви / Петр Кремлевский. - Санкт-Петербург : тип. Лопухина, 1901. - [4], 159 с.; 22.
- «Нужна ли церковь христианину?» : Психол. оправдание церкви / Петр Кремлевский. - 2-е изд., несколько испр. и доп. - Санкт-Петербург : тип. Лопухина, 1902. - [4], 189 с.; 22.
- «Нужна ли церковь христианину?» : Психол. оправдание церкви / Петр Кремлевский. - 3-е изд., испр. и доп. - Санкт-Петербург : И.Л. Тузов, 1913. - 200 с.; 22.
- «Проект церковных реформ» / свящ. Петр Кремлевский. - Санкт-Петербург : тип. М. Меркушева, 1906. - 8 с.; 21 см.
- «Оправдание пастырства» : Ч. 1- / Свящ. П.М. Кремлевский. - Санкт-Петербург : тип. М. Меркушева, 1907. - 23.
- «Древний диаконат и его восстановление» : Благотворение, как задача церкви / Свящ. П.М. Кремлевский. - Богословский вестник, 1 №3 (1907) 8  Страницы: 587–594
- «Древний диаконат и его восстановление» : Благотворение, как задача церкви / Свящ. П.М. Кремлевский. - Сергиев Посад : тип. Св.-Троиц. Сергиевой лавры, 1907. - 8 с.; 23.
- «Идеальное всепастырство, раскрытое в девятой заповеди блаженства» / Свящ. П.М. Кремлевский. - Санкт-Петербург : тип. Меркушева, 1907. - [2], 60 с.; 24.
- «Задачи христианского содружества учащейся молодежи» / Свящ. П. Кремлевский. - Санкт-Петербург : тип. Алекс.-Нев. о-ва трезвости, 1912. - 20 с.; 20.
- «Кто из верующих спасется?» / Свящ. П. Кремлевский. - Санкт-Петербург : тип. Алекс.-Нев. о-ва трезвости, 1913. - 24 с.